# Minas de Matahambre
Minas de Matahambre est une ville et une municipalité de Cuba dans la province de Pinar del Río.

## Géographie

### Situation, présentation
Minas de Matahambre est au centre de la portion occidentale de la province de Pinar del Río, cette dernière étant la province la plus occidentale de l'île de Cuba.
La municipalité s'étend jusqu'à la côte nord de Cuba, 
pour une surface de 857,9 km2. 
La ville est à 214 km au sud-ouest de La Havane et 48 km au nord-ouest de sa capitale de province Pinar del Río
Elle est située sur les contreforts nord de la sierra de los Órganos, cette dernière formant la partie ouest de la cordillère de Guaniguanico.

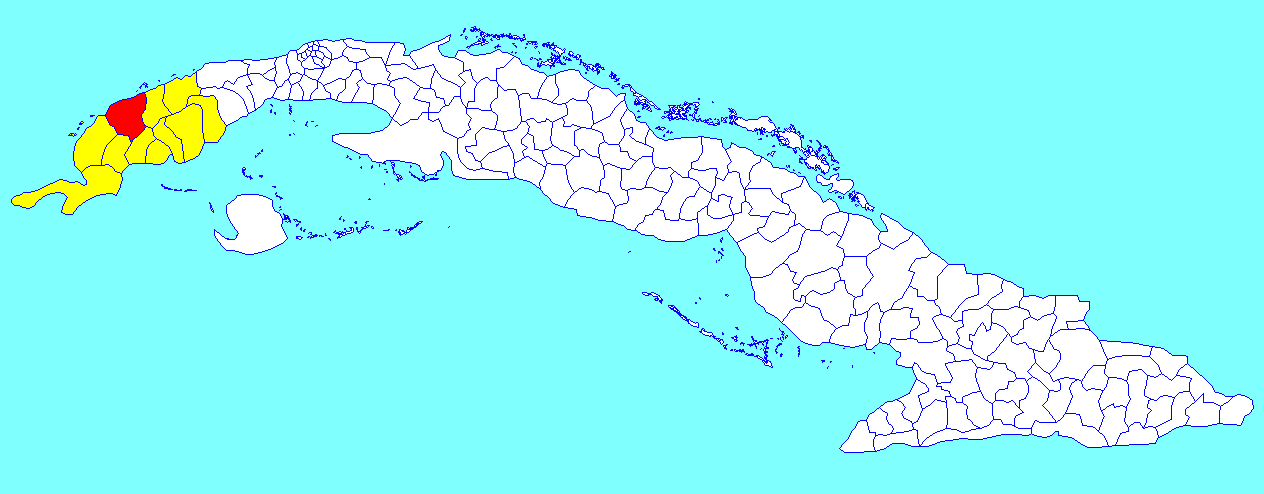
Municipalité de Minas de Matahambre dans la province de Pinar del Río

### Divisions administratives
La municipalité inclut sept consejos populares :
- Santa Lucia
- La Sabana
- Minas de Matahambre
- Pons
- Cabeza
- Sumidero
- San Carlos

## Population
En 2022 la population de la municipalité est estimée à 30 946 habitants. Pour une surface de 857,9 km2, la densité est de 36,07 habitants/km².